# 电鳐目
电鳐目是板腮类鱼的一个目，此目的鱼腮裂和口都在腹位，有五个腮裂，身体平扁卵圆形，吻不突出，臀鳍消失，尾鳍很小，胸鳍宽大，胸鳍前缘和体侧相连接。在胸鳍和头之间的身体每侧有一个大的发电器官，能发电，以电击敌人或猎物，卵胎生，分布在热带和亚热带近海，半埋在泥沙中等待猎物，一般体形较小，没有食用价值。

## 发电器官
电鳐头部的后部和肩部胸鳍内侧和左右各有一个肾状卵圆形的蜂窝状的发电器官，由鳃部肌肉变异而来。每个发电器官最基本的结构是一块块电板（electrocytes，纤维组织），约40个电板上下重叠起来，形成一个个六棱柱，每侧有600个，称为电函管。电函管有胶质物，呈半透明乳白色。每块电板具有神经末梢的一面（背面）为负极，另一面（腹面）为正极，电压70～80伏特，最大220伏，每秒可放电150次。

## 食物
人们解剖电鳐时发现其胃里有完整的鳗鱼、比目鱼和鲑鱼。

## 分类
根据背鳍的多少，分为4科：
- 雙鰭電鰩科 Narcinidae
  - 深海電鰩屬 Benthobatis
  - 雙電鰩屬 Diplobatis
  - 盤臀電鰩屬 Discopyge
  - 雙鰭電鰩屬 Narcine
  - 澳洲雙鰭電鰩屬（英语：Narcinops） Narcinops
- 單鰭電鰩科 Narkidae
  - 堅皮單鰭電鰩屬（英语：Crassinarke） Crassinarke
  - 伊萊克斯電鰩屬（英语：Electrolux addisoni） Electrolux
  - 異雙鰭電鰩屬 Heteronarce
  - 單鰭電鰩屬（英语：Narke） Narke
  - 缺鰭電鰩屬（英语：Temera） Temera
  - 盲電鰩屬（英语：Typhlonarke） Typhlonarke
- 澳洲睡電鰩科 Hypnidae
  - 澳洲睡電鰩屬 Hypnos
- 黃點鯆科 Platyrhinidae
- 電鰩科 Torpedinidae
  - 大電鱝屬（英语：Tetronarce） Tetronarce
  - 電鱝屬（英语：Torpedo） Torpedo

西方人发现电鳐时对它有许多传说，因此发明水雷后，水雷的英语名称是根据电鳐的拉丁种名起的torpedo，后来将这个名词专用于鱼雷。